# Alvin Lee Johnson
Alvin Lee Johnson is een Amerikaans Rhythm-and-blueszanger en pianist, bekend van het Mardi Graslied "Carnival Time".

## Jeugd
Johnson werd in New Orleans geboren op 20 juni 1939. Zijn vroege jeugd bracht hij door in Houston. Op 10-jarige leeftijd keerde hij terug naar New Orleans. Zijn vader kocht een trompet voor hem, een piano voor zijn zussen en een trombone voor zijn broer. Alvin leerde spelen op de thuispiano. Zijn vroege muzikale invloeden waren onder meer James 'Sugar Boy' Crawford, Fats Domino en Smiley Lewis.

## Carrière
In 1956, op zeventienjarige leeftijd, nam hij zijn eerste nummers op, "Ole Time Talkin" en "I've Done Wrong"" voor Aladdin Records, een West Coastlabel, dat vanaf 1951 in New Orleans in de J&M studio van Cosimo Matassa opnam. 
In 1958 werden Ric Records met in 1959 zusterlabel Ron Records opgericht door Joe Ruffino.
In 1958 nam Johnson voor Ric de jumprocker "Lena" op.
Op 22 december nam Johnson zijn "Carnival Time" op, tezamen uitgebracht met "Good Lookin'". Bij de opnames waren Edgar Blanchard, Lee Allen en Dr. John betrokken. Carnival Time, dat op naam stond van Johnson en Ruffino, had eerst lokaal een bescheiden succes. Nadat Johnson zijn militaire diensplicht vervuld had, en hij terugkeerde naar New Orleans, was Ruffino overleden, met als gevolg, dat hij geen royalty's van de compositie kreeg. Pas in 1999 kreeg Johnson, dankzij researcher Tad Jones en Jerry Brock van radiostation WWOZ de volledige rechten van de compositie. "Carnival Time" werd een klassieker op Mardi Gras.
In 2007 werd Johnson opgenomen in de Louisiana Music Hall of Fame.   